# Alasmalang (Raas)
Alasmalang is een bestuurslaag in het regentschap Sumenep van de provincie Oost-Java, Indonesië. Alasmalang telt 2637 inwoners (volkstelling 2010).